# Unterseeboot 1005
L'Unterseeboot 1005 ou U-1005 est un sous-marin allemand (U-Boot) de type VIIC/41 utilisé par la Kriegsmarine pendant la Seconde Guerre mondiale.
Le sous-marin est commandé le 14 octobre 1941 à Hambourg (Blohm + Voss), sa quille posée le 29 janvier 1943, il est lancé le 17 novembre 1943 et mis en service le 30 décembre 1943, sous le commandement de l'Oberleutnant zur See Joachim Methner.
L'U-1005 n'endommage ni ne coule aucun navire au cours des deux patrouilles (49 jours en mer) qu'il effectue.
Il capitule à Bergen en mai 1945 et coule en décembre 1945.

## Conception
Unterseeboot type VII, l'U-1005 avait un déplacement de 769 tonnes en surface et 871 tonnes en plongée. Il avait une longueur hors-tout de 67,10 m, un maître-bau de 6,20 m, une hauteur de 9,60 m et un tirant d'eau de 4,74 m. Le sous-marin était propulsé par deux hélices de 1,23 m, deux moteurs diesel Germaniawerft M6V 40/46 de 6 cylindres en ligne de 1 400 cv à 470 tr/min, produisant un total de 2 060 à 2 350 kW en surface et de deux moteurs électriques Brown, Boveri & Cie GG UB 720/8 de 375 cv à 295 tr/min, produisant un total 550 kW, en plongée. Le sous-marin avait une vitesse en surface de 17,7 nœuds (32,8 km/h) et une vitesse de 7,6 nœuds (14,1 km/h) en plongée. Immergé, il avait un rayon d'action de 80 milles marins (150 km) à 4 nœuds (7,4 km/h ; 4,6 milles par heure) et pouvait atteindre une profondeur de 230 m. En surface son rayon d'action était de 8 500 milles nautiques (soit 15 700 km) à 10 nœuds (19 km/h).
L'U-1005 était équipé de cinq tubes lance-torpilles de 53,3 cm (quatre montés à l'avant et un à l'arrière) et embarquait quatorze torpilles. Il était équipé d'un canon de 8,8 cm SK C/35 (220 coups), d'un canon antiaérien de 20 mm Flak et d'un canon 37 mm Flak M/42 qui tire à 15 350 mètres avec une cadence théorique de 50 coups par minute. Il pouvait transporter 26 mines TMA ou 39 mines TMB. Son équipage comprenait 4 officiers et 40 à 56 sous-mariniers.

## Historique
Il suit sa période d'entraînement à la 31. Unterseebootsflottille jusqu'au 31 janvier 1945, puis il rejoint son unité de combat dans la 11. Unterseebootsflottille.
L'U-1005 est équipé d'un schnorchel début 1945.
Sa première patrouille est précédée d'un court trajet de Kiel à Horten. Elle commence le 19 février 1945 au départ d'Horten. Durant 30 jours, le submersible patrouille en mer du Nord sans succès.
Sa seconde patrouille débute le 3 mai 1945 au départ de Bergen. À la capitulation de l'Allemagne Nazie, l'U-1005 se trouve en mer. Il se rend aux forces alliées le 14 mai 1945 à Bergen.
Le 2 juin 1945, il est transféré au point de rassemblement de Loch Ryan en vue de l'opération Deadlight, opération alliée de destruction massive de la flotte d'U-Boote de la Kriegsmarine. 
L'U-1005 coule pendant son remorquage par le HMS Fowey (en) le 5 décembre 1945, à la position géographique 55° 33′ N, 8° 27′ O.

## Affectations
- 31. Unterseebootsflottille du 30 décembre 1943 au 31 janvier 1945 (Période de formation).
- 11. Unterseebootsflottille du 1er février 1945 au 8 mai 1945 (Unité combattante).

## Commandement
- Oberleutnant zur See Joachim Methner du 30 décembre 1943 au 2 juillet 1944.
- Oberleutnant zur See Hermann Lauth du 3 juillet 1944 au 14 mai 1945.

## Patrouilles
|       | Commandant          | Départ          | Départ | Arrivée         | Arrivée | Jours    | Succès |
| ----- | ------------------- | --------------- | ------ | --------------- | ------- | -------- | ------ |
|       | Oblt. Hermann Lauth | 8 février 1945  | Kiel   | 14 février 1945 | Horten  | 7 jours  |        |
| 1     | Oblt. Hermann Lauth | 19 février 1945 | Horten | 20 mars 1945    | Bergen  | 30 jours |        |
| 2     | Oblt. Hermann Lauth | 3 mai 1945      | Bergen | 14 mai 1945     | Bergen  | 12 jours |        |
| Total | Total               | Total           | Total  | Total           | Total   | 49 jours | 0 t    |

Note : Oblt. = Oberleutnant zur See